# Théo Belan

a Compétitions nationales et continentales officielles uniquement.

Dernière mise à jour le 15 avril 2023.
Théo Belan, né le 15 novembre 1992 à Toulon, est un joueur français de rugby à XV qui évolue au poste de centre à Agen depuis 2022.

## Biographie
Né à Toulon le 15 novembre 1992, Théo Belan commence le rugby à sept ans dans sa ville natale.

### Débuts professionnels à Toulon (2014-2016)
Théo Belan joue son premier match de Top 14 avec le RC Toulon, son club formateur, en mars 2014 contre l'ASM Clermont Auvergne. Il s'agit de son seul match de la saison 2013-2014. À l'issue de cette saison, son club est champion de France. La saison suivante, en 2014-2015, il ne joue également qu'un seul match de Top 14.
Après deux saisons passées presque sans jouer il connaît enfin ses premières titularisations avec le RCT durant la saison 2015-2016. En effet, il profite du départ à la Coupe du monde 2015 de plusieurs internationaux du club pour jouer quelques matchs et se montrer. À la fin de la saison régulière, son club termine à le deuxième place du classement général et se qualifie pour les demi-finales, où les Toulonnais battent Montpellier. En finale, Le RC Toulon affronte le Racing 92. Durant ce match, Théo Belan est sur le banc des remplaçants, avant d'entrer en jeu en seconde période, à la place du Gallois Leigh Halfpenny. Finalement, le RCT s'incline 29 à 21.

### Lyon OU (2016-2018)
En manque de temps de jeu et face à la concurrence à son poste, Théo Belan décide de quitter le RC Toulon et s'engage avec LOU rugby pour la saison 2016-2017. Sa première année à Lyon est difficile puisqu'il joue dans un premier temps le maintien, avant de se blesser gravement à l'épaule, l'éloignant des terrains pendant six mois et mettant ainsi fin à sa première saison dans son nouveau club. Il a tout de même joué quinze matchs de Top 14 et deux de Challenge européen.
L'année suivante, en 2017-2018, il joue quinze matchs de championnat et quatre de Challenge européen, inscrivant deux essais.

### Stade toulousain (2018-2020)
Le 6 juin 2018, le Stade toulousain annonce que Théo Belan a signé un contrat de deux ans avec le club. Il renforce le centre de l'attaque après les départs de Florian Fritz, Yann David et Gaël Fickou. Durant cette saison 2018-2019, il n'a cependant que peu de temps de jeu, à cause de la forte concurrence à son poste, où Sofiane Guitoune, Pita Ahki et Romain Ntamack lui sont régulièrement préférés et d'une succession de blessures et d’interventions aux adducteurs qui ont gâché ses premiers mois à Toulouse. Il joue au total trois matchs de championnat durant une saison qui voit son nouveau club terminer à la première place du classement de la phase régulière, puis se qualifier pour la finale du Top 14. En finale, les Toulousains battent l'ASM Clermont (24 à 18). Théo Belan remporte ainsi son deuxième bouclier de Brennus, après celui remporté en 2014 avec Toulon.
La saison suivante, en 2019-2020, après une saison quasi blanche, il profite du départ de nombreux internationaux toulousains à la Coupe du monde pour gagner du temps de jeu. Durant les mois de septembre et octobre 2019, il enchaîne alors six titularisations et marque également son premier essais avec le Stade toulousain, lors de la première journée de Top 14 contre l'Union Bordeaux Bègles. Il s'agit de ses seuls matchs de la saison, avant l'arrêt prématuré des compétitions en raison de la pandémie de Covid-19.

### Départ en Pro D2 (depuis 2020)
Après deux saisons, à Toulouse où il n'a eu que peu de temps de jeu, Théo Belan rejoint l'effectif de Provence Rugby en Pro D2 pour la saison 2020-2021. À Aix-en-Provence, il s'impose rapidement et joue beaucoup dès sa première saison, durant laquelle il joue 21 matchs et inscrit trois essais. Il devient alors un élément important de sa nouvelle équipe qui l'utilise aussi beaucoup durant la saison 2021-2022 où il joue quinze matchs et marque quatre essais. Cependant, il ne s'entend pas avec son entraîneur, Mauricio Reggiardo, ce qui le pousse à quitter le club.
Théo Belan est alors sollicité par plusieurs clubs de Pro D2, dont l'US Carcassonne ou le RC Vannes. Il décide finalement de rejoindre le SU Agen pour la saison 2022-2023,.

## Palmarès
- RC Toulon
  - Vainqueur du Championnat de France en 2014[N 1]
  - Finaliste du Championnat de France en 2016

- Stade toulousain
  - Vainqueur du Championnat de France en 2019[N 1]